# Gravedad cuántica de bucles

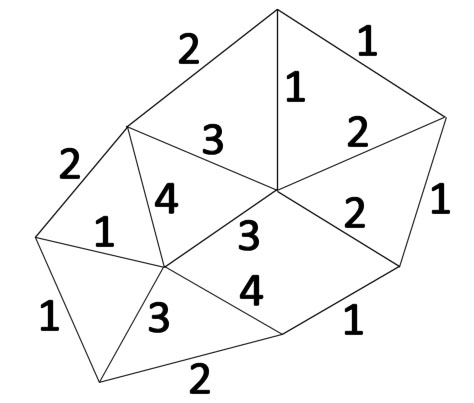
Red de espín.

La gravedad cuántica de bucles o de lazos (LQG, por loop quantum gravity), o también gravedad cuántica de recurrencias, es una teoría de gravedad cuántica formulada por Abhay Ashtekar en 1986, que mezcla las teorías aparentemente incompatibles de la mecánica cuántica y la relatividad general.
Aunque es una teoría aún por terminar y no se sabe aún si es correcta (se desconoce incluso su dinámica), ya ha cosechado algunos éxitos. Versiones simplificadas de esta teoría han permitido incluso explorar el estado previo al Big Bang, contándonos qué hubo “antes”. LQG es el resultado del esfuerzo por formular una teoría cuántica substrato-independiente. La teoría topológica de campos cuánticos proporcionó un ejemplo, pero sin grados de libertad locales, y solamente finitos grados de libertad globales. Esto es inadecuado para describir la gravedad, que incluso en el vacío tiene grados de libertad locales, según la relatividad general.

## Idea general
La gravedad cuántica bucles (LQG) es teoría cuántica de campos, como tal, se formula en términos de un espacio de Hilbert, observables y amplitudes de transición. Estos objetos estaban claramente definidos ya hacia 2010. Además, como toda teoría cuántica, la LQG tiene un límite clásico. Se conjetura que el límite clásico de la LQG es la teoría de la relatividad general, aunque esto no se ha demostrado matemáticamente, hay muchos elementos de evidencia que sugieren que esto es así. Por lo tanto, la "acción efectiva de baja energía" es solo la de la relatividad general.
La idea principal de la LQG es construir la teoría cuántica, es decir, el espacio de Hilbert, los operadores y las amplitudes de transición, sin expandir los campos alrededor de una métrica de referencia (una métrico minkowskiana o de otro tipo), pero manteniendo el operador asociado a la métrica misma. Los pasos concretos para escribir la teoría son simplemente escribir el espacio de Hilbert, los operadores y la expresión para las amplitudes de transición. Esto requiere relativamente pocas matemáticas y forma parte de los aspectos bien estudiados de la teoría. Los resultados de la teoría son de tres tipos:
- En primer lugar, los operadores que describen la geometría están bien definidos y su espectro puede ser calculado. Como siempre en la teoría cuántica, esto se puede utilizar para predecir la "cuantización", es decir, la discreción, de ciertas cantidades. El cálculo se puede hacer, y el área y el volumen son discretos. por lo tanto, la teoría predice un espacio granular. Esto es solo una consecuencia directa de la teoría cuántica y la cinemática de relatividad general.
- En segundo lugar, es fácil ver que en las amplitudes de transición nunca hay divergencias ultravioletas, y esto es bastante bueno.
- Luego hay resultados más "concretos". Dos principales: la aplicación a la cosmología, que "predice" que hubo big bang, pero solo un rebote: Y el cálculo de la entropía del agujero negro, que es agradable, pero aún no del todo satisfactorio.

En el aspecto formal, la LGQ representa el espacio-tiempo como una fina red tejida con un número finitos de lazos o bucles cuantizados que se denomina red de espín (spin network, SN). Si incorporamos el tiempo a estas redes entonces tendremos una espuma de espín (spin foam). En otras palabras, LQG plantea que a escalas muy pequeñas (a distancia de Planck), el espacio-tiempo está formado por una red de lazos entretejidos en una especie de espuma. Defiende que el espacio no es suave y continuo sino que consta de trozos indivisibles de 10-35 metros de diámetro que constituyen una especie de "átomos" de espacio-tiempo. Estos "átomos" del espacio-tiempo forman una malla densa en cambio incesante que, en condiciones normales, nunca apreciaremos: el espaciado dentro de la malla es tan pequeño que nos parece ser un continuo. La LQG define el espacio-tiempo como una red de enlaces abstractos que conecta estos volúmenes de espacio, como si fueran los nodos enlazados de un grafo. Las secuencias de enlaces o aristas conforman lazos, los cuales constituyen los bucles de la LQG.

### Éxitos
Los éxitos principales de la LQG son:
- Implica una cuantización no perturbativa de la geometría del espacio 3D, con operadores cuantizados de área y de volumen.
- La LQG puede librarse de los infinitos y de las singularidades presentes en la relatividad general cuando se aplica al Big Bang. Según esta teoría, las propias unidades de espacio sufren un análogo del principio de exclusión de Pauli y no pueden ocupar el mismo estado cuántico (el mismo punto de espacio). Por tanto, existe un límite de compresión que no se puede cruzar y las singularidades simplemente no se dan nunca. Esto significa que siempre se puede predecir la evolución de un sistema de este tipo. Mientras que las herramientas estándares de la física colapsan, la LQG ha proporcionado modelos internamente consistentes de un Big Bounce en el tiempo que precedió al Big Bang. Cuando se importan las técnicas de la LQG a la cosmología se encuentra que la singularidad inicial del universo, el punto inicial del Big Bang, no es un punto especial.
- Permite el cálculo de la entropía de agujeros negros plausibles en astrofísica. La ley de Bekenstein-Hawking indica que la entropía de un agujero negro es A/4, pero para encontrar el coeficiente 1/4 hay que fijar un parámetro libre de la teoría para acomodar este valor, y esto parece demasiado ad hoc. No obstante, los últimos resultados indican actualmente que no hay que fijar dicho parámetro para encontrar la proporcionalidad correcta entre entropía y área en un agujero negro.
- Representa una prueba de facto de que no es necesario tener una teoría de Todo para tener un candidato razonable para una teoría cuántica de la gravedad.

### Defectos
Los defectos principales de LQG son:
- El principal problema de la LQG es que no se sabe si cuando revertimos el proceso de convertir la relatividad general en una teoría cuántica volvemos a obtener relatividad general.
- No tiene todavía un cuadro de la dinámica, sino solamente de la cinemática.
- No es todavía capaz de incorporar la física de partículas, y por tanto no puede considerarse por el momento una teoría unificadora. La LQG puede aceptar cualquier tipo de campo no gravitatorio viviendo sobre las redes de espín. Así que no hay restricciones, ni unificaciones. Sin embargo, hay una unificación sutil en la LQG, ya que en esta teoría la gravedad se formula de manera idéntica al resto de interacciones del modelo estándar de la física de partículas.
- No es capaz todavía de recuperar el límite clásico de acuerdo con el principio de correspondencia.
- La granularidad del espacio-tiempo predicha por la LQG resulta ser mayor que la medida gracias al satélite de la ESA INTEGRAL[4] {\displaystyle 10^{-48}m}  frente a {\displaystyle 10^{-34}m} de la escala de Planck.

## Historia
La relatividad general es la teoría de la gravitación publicada por Albert Einstein en 1915. Según la relatividad general, la fuerza de la gravedad es una manifestación de la geometría local del espacio-tiempo. Matemáticamente, la teoría es modelada según la geometría métrica de Riemann, pero el grupo de Lorentz de las simetrías del espacio-tiempo (un ingrediente esencial de la propia teoría de Einstein de la relatividad especial) sustituye al grupo de simetrías rotatorias del espacio. La LQG hereda esta interpretación geométrica de la gravedad, y postula que una teoría cuántica de la gravedad es fundamentalmente una teoría cuántica del espacio-tiempo.
En los años 1920 el matemático francés Élie Cartan formuló la teoría de Einstein en el lenguaje de fibrados y conexiones, una generalización de la geometría de Riemann a la cual Cartan hizo contribuciones importantes. La así llamada teoría de Einstein-Cartan de la gravedad no solamente reformuló sino también generalizó la relatividad general, y permitió espacio-tiempos con torsión así como con curvatura. En la geometría de Cartan de fibrados el concepto de transporte paralelo es más fundamental que el de distancia, la pieza central de la geometría de Riemann. Un similar desplazamiento conceptual ocurrió entre el intervalo invariante de la relatividad general de Einstein y el transporte paralelo en la teoría Einstein-Cartan.
En la década de 1960 el físico inglés Roger Penrose exploró la idea del espacio presentándose como una estructura combinatoria cuántica. Sus investigaciones dieron lugar al desarrollo de las redes de espín (Spin Networks). Como esta era una teoría cuántica del grupo de rotaciones y no del grupo de Lorentz, Penrose desarrolló los twistores.
El 3 de noviembre de 1986 se publicaba un artículo del físico indio Abhay Ashtekar donde formuló las ecuaciones del campo de la relatividad general de Einstein usando las que han venido a ser conocidas como las variables de Ashtekar, un enfoque particular de la teoría de Einstein-Cartan con una conexión compleja. Usando esta reformulación, él pudo cuantificar la gravedad usando técnicas bien conocidas de la teoría cuántica del campo de gauge. En la formulación de Ashtekar, los objetos fundamentales son una regla para el transporte paralelo (técnicamente, una conexión) y un marco coordenado (llamada tétrada) en cada punto.
La cuantización de la gravedad en la formulación de Ashtekar fue basada en los bucles de Wilson, una técnica desarrollada en los años 1970 para estudiar el régimen de interacción fuerte de la cromodinámica cuántica. Es interesante, en este contexto, los bucles de Wilson tenían "mal comportamiento" en el caso de la teoría estándar cuántica del campo en el espacio de Minkowski (i. e. chato), y fue así que no proporcionó una cuantización no perturbativa de QCD. Sin embargo, como la formulación de Ashtekar era substrato-independiente, era posible utilizar los bucles de Wilson como la base para la cuantización no perturbativa de la gravedad. 
El 8 de diciembre de 1986, el físico uruguayo Rodolfo Gambini en un artículo publicado junto con el catalán Antonio Trías, propuso que las interacciones físicas fundamentales se podían describir como interacciones entre bucles (loops) unidimensionales. Rodolfo Gambini y Jorge Pullin desarrollaron aún más la LQG en su libro de 1996 Loops, Knots, Gauge Theories and Quantum Gravity. La LQG se ha aplicado a la cosmología, los agujeros negros y las espumas de espín. Rodolfo Gambini y sus colegas han estudiado los agujeros negros cuánticos en LQG.
Alrededor de 1988, Carlo Rovelli y Lee Smolin (del grupo de Ashtekar), se interesaron en la propuesta de Gambini y tuvieron una reunión en Trento, Italia, iniciando un trabajo conjunto que llevó a la gravedad cuántica de bucles (palabras del propio Gambini). En 1990, Rovelli y Smolin obtuvieron una base explícita de los estados de la geometría cuántica, que resultaron venir etiquetados por las redes de espín de Penrose. En este contexto, las redes de espín se presentaron como una generalización de los bucles de Wilson necesaria para ocuparse de los bucles que se intersecan mutuamente. Matemáticamente, las SN (redes de spin) se relacionan con la teoría de representación de grupos y se pueden utilizar construir invariantes de nudo tales como el polinomio de Jones.

### Bucles de Wilson y redes de espín
El desarrollo de una teoría cuántica de campos de una fuerza da lugar invariablemente a respuestas infinitas (y por lo tanto inútiles). Los físicos han desarrollado técnicas matemáticas (renormalización) para eliminar estos infinitos que funcionan con las fuerzas nucleares fuertes y débiles y con las electromagnéticas pero no con la gravedad.
Las maneras más obvias de combinar los dos (tales como tratar la gravedad como simplemente otro campo de partículas) conduce rápidamente a lo que se conoce como el problema de la renormalización. Las partículas (portadoras) de la gravedad se atraerían y, si se agregan juntas todas las interacciones, se termina con muchos resultados infinitos que no se puedan cancelar fácilmente. Esto contrasta con la electrodinámica cuántica donde las interacciones dan lugar a algunos resultados infinitos, pero estos son lo suficientemente escasos en número como para ser eliminables via renormalización.
Cuando se fuerza a la relatividad general a ser cuántica, la LQG, como la teoría de campos, afirma que solo puedes obtener información en líneas de campo, pero en este caso las líneas son cerradas, son círculos y de ahí viene el nombre de bucle o lazo (técnicamente bucles de Wilson). Esto implica una “discretización” efectiva del espacio-tiempo, en el que ya no se puede sondear en cualquier sitio. Solo tiene sentido hablar de gravedad (y por tanto de espacio-tiempo por donde se propagan partículas y energías) en esos lazos o bucles.
Los lazos no están en ningún sitio, sino que ellos mismos definen el espacio-tiempo por el cual la materia se propaga. No tiene sentido hablar de un “espacio” en el que están los lazos, ni de lo que hay fuera de los mismos. Solo tiene sentido hablar de dichos lazos. A nivel cuántico, un estado cuántico del espacio está dado por una configuración de dichos lazos.
Pronto se descubrió que este procedimiento era ciertamente complicado a la hora de hacer cálculos, y para simplificarlos se utilizó las redes de espín (fueron introducidos por Roger Penrose para dar una definición cuántica del espacio).
Las redes de espín son simplemente grafos, conjunto de líneas unidas en nodos, donde cada línea del grafo tiene una etiqueta que puede tomar valores 1/2, 1, 3/2, 2, 5/2,… Estas líneas tienen una orientación, es decir, si la línea “entra” a un nodo o “sale” del nodo dado. Además, los nodos también tienen información. En ellos hay un objeto matemático que transforma los valores de las etiquetas entrantes en los valores de las etiquetas salientes, correspondientes a las líneas entrantes y salientes de un nodo dado. Esta es una característica esencial de la teoría. El punto esencial es que dado un conjunto de lazos siempre se puede encontrar una red de espín equivalente. Los estados cuánticos del espacio-tiempo, o de la geometría siguiendo la teoría de la relatividad general, vienen dados por una red de espín (conjunto de líneas unidas en los nodos y las etiquetas de cada línea). Es por eso que a veces se dice que las redes de espín representan un estado cuántico de la geometría y por eso a la LQG también se le llamar Geometría Cuántica.
El desarrollo de una teoría cuántica de la gravedad debe lograrse por diferentes medios que los que fueron utilizados para las otras fuerzas. En la LQG, la textura del espacio-tiempo es una red espumosa de lazos que obran recíprocamente y que son descritos matemáticamente por redes de espín. Estos lazos son de alrededor de 10-35 metros de tamaño, llamada Escala de Planck. Los lazos se anudan juntos con la formación de bordes, superficies y vértices, al igual que las pompas de jabón ensamblándose juntas. Es decir, el espacio-tiempo mismo está cuantificado. El dividir un lazo, si se logra, forma dos lazos, cada uno con el tamaño original. En LQG, las redes de espín representan los estados cuánticos de la geometría del espacio-tiempo relativo. Mirado de otra manera, la teoría de la relatividad general de Einstein es (como Einstein predijo) una aproximación clásica de una geometría cuantizada.

## Características

### Límite clásico
Cualquier teoría exitosa de la gravedad cuántica debe proporcionar predicciones físicas que emparejen de cerca la observación conocida, y reproducir los resultados de la teoría de campos cuánticos y de la gravedad. Hasta la fecha la teoría de Einstein de la relatividad general es la teoría más acertada de la gravedad. Se ha mostrado que cuantificar las ecuaciones del campo de la relatividad general no recuperará necesariamente esas ecuaciones en el límite clásico. Sigue siendo confuso si LQG da los resultados que emparejan la relatividad general en el dominio de las bajas energías, macroscópico y astronómico. Hasta la fecha, LQG ha demostrado dar resultados concordantes con relatividad general en 1+1 y 2+1 dimensiones. Hasta la fecha, no se ha demostrado que LQG reproduzca gravedad clásica en 3+1 dimensiones. Así, sigue siendo confuso si LQG combina con éxito la mecánica cuántica con relatividad general.

### Cosmología cuántica
Un principio importante en la cosmología cuántica al cual LQG adhiere, es que no hay observadores exteriores al universo. Todos los observadores deben ser una parte del universo que están observando. Sin embargo, porque los conos de luz limitan la información que está disponible para cualquier observador, la idea platónica de verdades absolutas no existe en un universo de LQG. En su lugar, existe una consistencia de verdades en que cada observador, si es veraz, reportará resultados consistentes pero no necesariamente iguales.
Otro principio importante gira alrededor de la constante cosmológica, que es la densidad de la energía inherente a un vacío. Ha habido propuestas para incluir una constante cosmológica positiva en LQG que implicaba un estado designado como el estado de Kodama (por Hideo Kodama). Algunos han argumentado, por analogía con otras teorías, que este estado es no-físico. Este tema sigue sin resolverse.

### Big Bang
La LQG se ha asociado a un modelo en el que el Big Bang es precedido por una o varias fases previas de colapso y expansión, en una especie de 'rebote' llamado Big Bounce (Gran Rebote). LQG permite hacer cálculos y computar lo que puede haber pasado antes del Big Bang, e indican de forma rotunda que antes del Big Bang hubo otro universo que se contrajo y luego, al rebotar, dio lugar al nuestro. Según este modelo cosmológico simplificado basado en LQG, si retrocedemos en el tiempo, el Universo se hace cada vez más denso hasta que no se puede comprimir más, pasándose luego a una fase de expansión hacia atrás en el tiempo (colapso en el sentido del tiempo habitual).
Los "átomos" del espacio-tiempo forman una malla densa que cambia incesantemente. A gran escala, su dinámica da lugar a una evolución del universo conforme a lo que dicta la relatividad general. Pero cuando el espacio-tiempo está abarrotado de energía, como ocurrió en el Big Bang, la estructura fina del espacio-tiempo constituye un factor a tener en cuenta y las predicciones de la LQG difieren de las de la relatividad general. La gravedad, en condiciones normales, es una fuerza de atracción. Pero, según se desprende de la LQG, la estructura atómica del espacio-tiempo modifica la naturaleza de la gravedad a densidades de energía muy altas y la convierte en repulsiva. Un espacio cuántico tiene una capacidad finita de almacenar energía, al igual que una esponja porosa tiene una capacidad finita de absorber agua. Cuando las densidades energéticas son demasiado grandes, aparecen las fuerzas de repulsión. La relatividad general considera, por el contrario, que el espacio, además de ser continuo, puede almacenar cantidades ilimitadas de energía abriendo la puerta a la existencia de singularidades (como los agujeros negros o el Big Bang). Debido al cambio cuántico gravitatorio del balance de fuerzas, en gravedad de bucles no puede aparecer ninguna singularidad, ningún estado de densidad infinita. Según este modelo, la materia del universo temprano tuvo una densidad que, aunque enorme, era finita y equivalente a un billón de soles concentrados en el tamaño de un protón. En situaciones tan extremas, la gravedad actuó de modo repulsivo y expandió el espacio. A medida que la densidad se relajaba, la gravedad pasó a ser la fuerza de atracción que todos conocemos. Esta gravedad repulsiva inicial provocó la expansión del espacio a un ritmo acelerado, tal como predicen las teorías de la inflación, las cuales, hoy por hoy, añaden la inflación de forma ad hoc para ajustarse a las observaciones.
Por tanto, nuestro universo sería el resultado del rebote de un universo previo que colapsó bajo los efectos de la gravedad sin pasar por una singularidad. Las preguntas que surgen son muchas: ¿qué era ese universo? ¿era igual que el nuestro pero colapsando? ¿de donde surgió? ¿tiene nuestro universo memoria sobre el universo previo? Todas estas preguntas se están investigando y no hay una respuesta clara. Quizás el estudio en detalle de la radiación cósmica de fondo nos dé pistas al respecto y nos diga si esta teoría va por buen camino. Permitiría someter esta teoría al escrutinio experimental, y corroborar o refutar el modelo de evolución del universo que se infiere de la LQG. Posiblemente esta teoría cosmológica basada en LQG, que se conoce como LQC, afecte a la teoría inflacionaria, y por tanto podrá ser discriminada por observaciones cosmológicas que cada día son más precisas.

### Contraste con la teoría de supercuerdas
La LQG es una hipótesis más conservadora que la teoría de supercuerdas que, partiendo de las ecuaciones de Einstein, también intenta fusionar las teorías de la relatividad y la mecánica cuántica, aunque de una forma menos espectacular. La LQG no considera más dimensiones que las habituales y trata de incorporar la relatividad general. Conserva muchas características de la relatividad general y a la vez cuantiza el propio espacio-tiempo.
En la teoría de supercuerdas, hay 10500 universos posibles que se dan como resultado de explicar los aparentes valores arbitrarios del universo, tales como la longitud de Planck o la masa y carga del electrón.
Por otro lado, la teoría de supercuerdas se desarrolla en un substrato espacio-temporal fijo, y no atiende a este substrato para explicar el desarrollo y comportamiento de las cuerdas. La LQG sí lo hace y por ello resulta un modelo que contiene, de una forma mucho más completa, los aspectos cruciales sobre materia, energía, espacio y tiempo que han de conjugarse para crear una teoría del todo. Dicho de otro modo: la teoría de supercuerdas desarrolla su base en un marco espacio-temporal fijo y que le es ajeno (es substrato-dependiente). La LQG incluye ese marco en su modelo teórico (es substrato-independiente).
Estas teorías cuánticas de la gravedad surgieron desde dos puntos de vista de la física teórica actual. La teoría de supercuerdas emergió de la comunidad de la física de partículas y fue formulada originalmente como una teoría que dependía de un espacio-tiempo de base, plano o curvado, que obedecía las ecuaciones de Einstein. Ahora se sabe que solo es una aproximación de una teoría subyacente misteriosa (Teoría M), todavía no bien formulada y que, por tanto, puede ser substrato-independiente o puede no serlo. Por el contrario, la LQG fue formulada con independencia del sustrato. Sin embargo, es difícil demostrar que la gravedad clásica emerge de la teoría.
Por esta razón, la LQG y la teoría de supercuerdas parecen complementarias. La teoría de supercuerdas recupera fácilmente la gravedad clásica, pero carece de una descripción fundamental del substrato espacio-temporal. La LQG es una teoría independiente del substrato, pero el límite clásico todavía no se ha probado manejable. Esto ha hecho creer a algunos físicos teóricos que la LQG y la teoría de supercuerdas pueden ser dos aspectos de una misma teoría subyacente y cuya síntesis conducirá a una teoría completa de la gravedad cuántica. Por el momento, tan solo es una especulación con poca evidencia, pero ahora existe una esperanza para la unificación de ambas teorías. Hasta hace poco se creía que la LQG no podía ser formulada en un espacio-tiempo con un número de dimensiones mayores de cuatro. Pero en 2011, se descubrió una versión de la teoría que permite extender las técnicas de LQG a un número arbitrario de dimensiones (Supergravedad cuántica de bucles, o LQSG por Loop Quantum Supergravity). Además permite introducir la supersimetría en este contexto en dimensiones extra. Esto puede ser útil para ver si la LQG y la teoría de supercuerdas tienen algún punto en común.

## Posibles pruebas experimentales
LQG puede hacer hipótesis que pueden ser experimentalmente verificables en el futuro cercano.
La trayectoria tomada por un fotón con una geometría discreta del espacio-tiempo sería diferente de la trayectoria tomada por el mismo fotón a través de un espacio-tiempo continuo. Normalmente, tales diferencias deben ser insignificantes, pero Giovanni Amelino-Camelia aclaró que los fotones que han viajado desde galaxias distantes pueden revelar la estructura del espacio-tiempo. LQG predice que los fotones más energéticos deben viajar levemente más rápido que los fotones menos energéticos. Este efecto sería demasiado pequeño para observarlo dentro de nuestra galaxia. Sin embargo, la luz que nos alcanza como explosiones de rayos gamma desde otras galaxias deben manifestar desplazamiento espectral variable en el tiempo. Es decir las explosiones gammas distantes deben aparecer más azuladas al comenzar y terminar más rojizas. Alternativamente, los fotones altamente enérgicos de ráfagas de rayos gamma deben llegar algo más pronto que los menos enérgicos. Los físicos de LQG aguardan con impaciencia resultados de los experimentos espaciales de espectrometría de rayos gamma -- una misión lanzada en febrero de 2007.

## Investigadores teóricos
- Abhay Ashtekar
- John Baez
- Julian Barbour
- John Barrett
- Martin Bojowald
- Alejandro Corichi
- Louis Crane
- Laurent Freidel
- Rodolfo Gambini
- Giorgio Immirzi
- Christopher Isham
- Kirill Krasnov
- Jerzy Lewandowski
- Renate Loll
- Fotini Markopoulou-Kalamara
- Donald Marolf
- Jorge Pullin
- Michael Reisenberger
- Carlo Rovelli
- Lee Smolin
- Thomas Thiemann
- José Antonio Zapata